# Águas e Brisas by Ivete Sangalo
Águas e Brisas by Ivete Sangalo é uma linha de perfumes lançado pela artista brasileira Ivete Sangalo oficialmente em 17 de fevereiro de 2012. Foi criado sob licença da Avon Products especialmente para o Brasil. A empresa já apresentava em sua produção uma linha de perfurmaria com o título de Águas e Brisas, porém desenvolveu uma vertente com novas fórmulas para ser assinada por Ivete Sangalo, distinguindo-se da anterior já existente.
A coleção da artista é dividida em três diferentes fragrâncias: Lavanda Enfeitada, que é composta de floral aromático feito de lavanda e camomila, frutas cítricas e amadeirado. Amarilis Alegre, que é inspirado em frutas cítricas, amarílis e fava-tonka. Por fim o último fraco, Pitanga Festeira, é composto por tutti frutti, pitanga e flor de pessegueiro. A linha de perfumes foi distribuida em 150ml e 300ml. Ele foi lançado em 17 de fevereiro de 2012 na cidade do Rio de Janeiro, em convenção realizada, e depois distribuido por todo o Brasil.

## História

### Criação
Em 2010 Ivete assina contrato com a Avon Products para ser a nova garota propaganda da empresa, divulgando os cosméticos da marca em comerciais e nos folhotos de venda. Em 2011 passa a se dedicar à divulgação da linha de perfumes Águas e Brisas, até então sem levar seu nome e com outras composições haromáticas. No início de 2012 sairam as primeiras notícias que Ivete Sangalo estaria prestes à lançar uma Avon Products. Em uma entrevista para a revista Caras, Ivete revelou que sempre sonhou em ter um perfume próprio, com cheiros que reflitam o que ela é.
| “ | Sempre quis ter um perfume meu. Quero contagiar o brasileiro com meu cheiro. | ” |

Logo após oficialmente foi anunciado que a cantora estaria prestes a lançar sua linha de perfumes pela Avon Products, uma nova coleção da já existente Águas e Brisas, idealizado e compospo por profissionais com a ajuda de Ivete de acordo com os componentes que retratassem sua essência.. A parceria da empresa com a cantora rendeu três fragrâncias da linha: Pitanga Festeira, inspirada na energia, Amarílis Alegre, focada na alegria, e Lavanda Encantada, que retrata o charme feminino.. Em entrevista para o Jornal Extra, da Editora Globo, Ivete declarou que ajudar na criação dos haromas foi como compor uma canção.
| “ | Descobri que encontrar os ingredientes de um perfume é semelhante a tentar uma combinação da melodia, das notas, como as letras de uma música. Dá trabalho, mas como sempre digo: é preciso ter opinião e saber exatamente o que se quer. Sempre trabalhei muito para obter tudo o que tenho e fiz o mesmo na criação da minha linha de perfumes. | ” |

### Propagandas
A gravação dos comerciais do perfume foram realizadas em 26 de fevereiro, uma semana antes do Carnaval de Salvador, na mesma cidade. Como cenário teve um antigo convento desativado, onde foi montado um jardim especialmente para a gravação. Na ocasião Ivete Sangalo declarou que se inspirou na canção "ABC", do cantor estadunidense Michael Jackson, para conseguir gravar o comercial corretamente. Em seis horas de gravação e com vários figurinos, a artista filmou algumas cenasque viriam a ser divididas em diversos pequenas propagandas. A criação do comercial foi feita pela 141 SoHoSquare e pela O2 Filmes, tendo como diretor responsável Ricardo Leme e diretor de fotografia Marcelo Corpani. Para a divulgação foram criadas duas canções produzidas pela Caco de Telha, empresa de Ivete, e interpretadas pela artista. As composições visaram os componentes das fragrâncias, sendo que a principal delas inicia-se com "Cada passo, passeio, o frescor no ar, contagia noite e dia.".
O primeiro comercial tras Ivete se arrumando nos bastidores antes de uma apresentação, quando utiliza sua fragrância e é transportada para um enorme jardim onda dança. Ao piscar os olhos, a artista está de volta ao backstage, porém ao abrir suas mãos, encontra-se pequenas pitanga com ela. Já no segundo Ivete Sangalo aparece dançando em meio à um espelho d'água formado no chão até ser envolvida por ela totalmente e formar um redemoinho.

### Divulgação e lançamento
Águas e Brisas foi lançado na cidade do Rio de Janeiro em convenção realizada no dia 17 de fevereiro de 2012.. Para a divulgação do perfume a produtora 141 SoHoSquare planejou anuncios em revistas como as de cotidiano Veja e Época, as femininas Cláudia, Nova, Boa Forma, Manequim, Elle e Capricho e as edições de celebidades como Contigo!, Caras e Ti Ti Ti. Para a divulgação audiovisual, os comerciais realizados pela artista foram enviados para as emissoras de televisão SBT, Rede TV!, Bandeirantes e principalmente nos canais Rede Globo e Record. Programas como o Mais Você e o Caldeirão do Huck receberam sua própria divulgação por de seus apresentadores, Ana Maria Braga e Luciano Huck, respectivamente. A estreia nacionoal foi durante o intervalo do Fantástico, em 5 de fevereiro de 2012. A divulgação cotidiana deu-se através de outdoors por todo Nordeste primeiramente, espalhando-se pelo Brasil posteriormente e até mesmo na mídia internacional da América Latina.

## Fragrâncias
- Pitanga Festeira: Fragrância desenvovida para retratar a energia de Ivete Sangalo. Composta de tutti frutti, pitanga, flor de pessegueiro, buquê floral, musk suave e, inusitadamente, essência de tubaina.[4]

- Amarílis Alegre: Fragrância desenvovida para retratar a alegria de Ivete Sangalo. Composta de frutas cítricas, amarílis, forte influência de bergamota, buquê floral picante e fresco e fava-tonka.[4]

- Lavanda Enfeitada: Fragrância inspirada pelo charme feminino e, em especial, de Ivete Sangalo. Composta de floral aromático, lavanda, camomila, frutas cítricas, buquê floral que apresenta lírios, muguet e rosa, essência de amora, fava tonka e madeiras nobres.[4]